# 184
184 (CLXXXIV) var ett skottår som började en onsdag i den julianska kalendern.

## Händelser

### Okänt datum
- Romarna överger slutgiltigt Antonius mur.
- Gula turbanernas uppror bryter ut i Kina.
- Den östkinesiska Handynastins Guanghe-era ersätts av Zhongping-eran.
- Beolhyu blir kung av det koreanska kungariket Silla.

## Avlidna
- Adalla, kung av Silla